# Orgerius rhyparus
Orgerius rhyparus är en insektsart som beskrevs av Stsl 1859. Orgerius rhyparus ingår i släktet Orgerius och familjen Dictyopharidae. Inga underarter finns listade i Catalogue of Life.